# Księży Młyn (Łódź)
Księży Młyn (prononciation [ˈkɕɛ̃ʐɨ ˈmwɨn]) est un village de la gmina de Bełchatów, du powiat de Bełchatów, dans la voïvodie de Łódź, situé dans le centre de la Pologne.
Il se situe à environ 8 kilomètres au sud de Bełchatów (siège de la gmina et du powiat) et 55 kilomètres au sud de Łódź (capitale de la voïvodie).
Sa population s'élevait à 233 habitants en 2006.

## Administration
De 1975 à 1998, le village est attaché administrativement à l'ancienne voïvodie de Piotrków.

Depuis 1999, il fait partie de la nouvelle voïvodie de Łódź.